# La laguna azul (novela)
La laguna azul (Título original en inglés: The Blue Lagoon) es una novela romántica del género coming-of-age, escrita por Henry De Vere Stacpoole y publicada por primera vez por T. Fisher Unwin en Inglaterra, en 1908. La Laguna Azul explora temas del amor, la inocencia infantil y el conflicto entre la civilización y el mundo natural.

## Resumen de la trama
La historia se centra en dos primos, Dick y Emmeline Lestrange, que quedan abandonados junto a un cocinero en una isla del Océano Pacífico Sur, tras un naufragio. El cocinero, Paddy Button, asume la responsabilidad de los niños y les enseña cómo sobrevivir, advirtiéndoles que eviten las bayas "arita", a las que él llama "las bayas del nunca despertar".
Dos años y medio después del naufragio, Paddy muere tras una borrachera. Los niños sobreviven gracias a su ingenio y a la generosidad de su remoto paraíso. Viven en una cabaña y pasan los días pescando, nadando, buceando en busca de perlas, y explorando la isla.
A medida que pasa el tiempo, Dick y Emmeline pasan por el proceso natural de madurar hasta convertirse en adultos jóvenes y desarrollar sentimientos románticos el uno por el otro. Sin ser conscientes de las complejidades de la sexualidad humana, luchan por comprender y articular su creciente atracción física. Finalmente, participan en un acto íntimo, que se describe como parecido a los rituales de cortejo observados en el reino animal.
Dick se vuelve atento a Emmeline, escucha sus historias y le trae regalos. Durante varios meses tienen relaciones sexuales y, finalmente, Emmeline queda embarazada. La pareja no comprende los cambios físicos que ocurren en el cuerpo de Emmeline y no sabe sobre el parto. Cuando llega el día del parto, Emmeline desaparece en el bosque y regresa con un niño. Con el tiempo descubren que el bebé necesita un nombre y lo llaman "Hannah" porque solo han conocido a un bebé llamado con ese nombre.
Dick y Emmeline le enseñan a Hannah a nadar, pescar, lanzar lanzas y jugar en el barro. Sobreviven a un violento ciclón tropical y otros peligros naturales de la vida isleña.
De vuelta en San Francisco, Arthur, el padre de Dick y tío y tutor de Emmeline, cree que los dos están aún vivos. Después de reconocer un juego de té infantil perteneciente a Emmeline que fue recuperado por un ballenero en una isla, Arthur se decide a encontrar a los jóvenes. Encuentra un capitán dispuesto a llevarlo a la isla y parten.
Mientras tanto, Dick, Emmeline y Hannah reman en su bote salvavidas hasta el lugar donde una vez vivieron con Paddy cuando eran niños. Emmeline corta una rama de la mortal planta arita mientras Dicky recoge plátanos en la orilla. Cuando está en el bote con su hijo, Emmeline no se da cuenta de que Hannah arrojó uno de los remos al mar. La marea sube y arrastra el barco hacia la laguna, dejando a Emmeline y Hannah varadas. Mientras Dicky nada hacia ellas, es perseguido por un tiburón. Emmeline golpea al tiburón con el remo restante, lo que le da tiempo a Dick de subir al bote de manera segura.
Aunque no están lejos de la orilla, el trío no puede regresar sin los remos y no pueden sacarlos del agua debido al tiburón. El barco queda atrapado en la corriente y se aleja mar adentro. Mientras tanto, Emmeline todavía sostiene la rama de arita.
Algún tiempo después, el barco de Arthur se encuentra con el bote salvavidas y encuentra a los tres inconscientes pero aún respirando. La rama de arita ahora está desnuda, excepto por una baya. Arthur pregunta: "¿Están muertos?" y el capitán responde: "No, señor. Están dormidos". El final ambiguo deja en la incertidumbre si será posible revivirlos o no.

## Personajes
- Emmeline Lestrange: una huérfana náufraga, la heroína
- Dick Lestrange: el primo de Emmeline, un huérfano náufrago, el héroe
- Paddy Button: el cocinero del barco hundido
- Arthur Lestrange: padre de Dick y tío de Emmeline
- Hannah: el hijo de Dick y Emmeline

Durante una noche de insomnio, Stacpoole reflexionaba sobre el concepto de la vida de los cavernícolas. Se sintió asombrado por la capacidad del hombre primitivo para apreciar y maravillarse de las cosas más básicas, como una puesta de sol o una tormenta. Comparó esto con la era actual, donde la tecnología avanzada ha eliminado el misterio y el encanto de estos fenómenos naturales. Según Stacpoole, los humanos modernos están tan obsesionados con la explicación científica de las cosas que han perdido la capacidad de apreciar la belleza y las impresionantes cualidades de la naturaleza. Al hacerlo, se han privado de las alegrías simples que alguna vez los llenaron de asombro. 
Stacpoole, como médico experimentado, se había encontrado con casos de nacimiento y muerte y, como resultado, estos sucesos ya no le causaban ningún sentimiento de asombro o enigma. Esto lo llevó a reflexionar sobre el concepto de dos niños pequeños que se ven obligados a crecer en una isla aislada sin acceso a ningún tipo de orientación o conocimiento. Estos niños estarían sujetos a los fenómenos naturales del nacimiento, la muerte y las tormentas, y tendrían que experimentar los altibajos de la vida sin ninguna ayuda. Stacpoole encontró fascinante esta idea y se inspiró para explorarla más a fondo.  Al día siguiente, comenzó a trabajar en La Laguna Azul. 

## Comparaciones conLas aventuras de Alicia en el país de las maravillas
El autor traza deliberadamente paralelismos entre La laguna azul y la historia bíblica de Adán y Eva, destacando la inocencia e ingenuidad de los dos jóvenes protagonistas, Emmeline y Dick. Sin embargo, es evidente que el autor también está influenciado por Alicia en el país de las maravillas de Lewis Carroll . La estructura narrativa de la infancia que conduce al romance adolescente en la novela de Stacpoole probablemente esté influenciada por Dafnis y Cloe de Longus y Paul et Virginie de Bernardin de St. Pierre.  La referencia al País de las Maravillas se hace cuando los náufragos se acercan a Palm Tree Island, que es el comienzo de una aventura llena de similitudes con el viaje de Alicia. Al igual que Alice, Emmeline tiene aproximadamente la misma edad y su inocente curiosidad las lleva a explorar su entorno. La fiesta de té de Emmeline en la playa y el parecido de su antigua mascota con el gato de Cheshire son ejemplos de las inteligentes alusiones del autor a la obra de Carroll. 
Las similitudes continúan con el inocente intento de Emmeline de comer las "bayas que nunca despiertan" y el sermón de Paddy Button sobre el veneno, que recuerda el encuentro de Alice con la botella "Bébeme". El capítulo "Poesía del aprendizaje" también establece paralelismos con la conversación de Alicia con la Oruga . El hecho de que Paddy fume en pipa y los niños le enseñen a escribir su nombre en la arena se hace eco de la Oruga fumando una pipa de agua mientras cuestiona la identidad de Alice. 
El autor también incorpora otras referencias al asombro, la curiosidad y la extrañeza a lo largo de la novela, en honor al trabajo de Carroll. Los niños pierden la noción del tiempo, similar a la fiesta del té del Sombrerero Loco, y sufren cambios físicos, como Alice cada vez más alta y Emmeline cada vez más regordeta. La referencia al bebé en "Pig and Pepper" también se hace cuando Hannah estornuda al ver a Dicky. 

## Recepción
Tras la publicación inicial, el libro ganó popularidad.  La aclamación de la crítica fue sustancial. El periódico Saturday Review destacó la capacidad de la novela para cautivar a los lectores, la premisa cuidadosamente construida, el crecimiento de los personajes desde la inocencia infantil hasta la autosuficiencia, y la «encantadora» historia de amor. El crítico reconoció algunos problemas gramaticales, pero elogió la imaginativa narración del autor y llegó incluso a afirmar que la etiqueta de "romance", utilizada con frecuencia en obras contemporáneas, era genuinamente adecuada para esta novela. 
La reseña de la revista The Athenaeum destacó las cualidades poéticas e imaginativas de la historia, que gira en torno a dos niños varados en una isla desierta con un anciano marinero irlandés, Paddy Button. La reseña elogió el encanto y la profundidad emocional de la historia, particularmente en los primeros capítulos que describen las aventuras de los niños con Paddy. Elogió la representación de su crecimiento, aprendiendo sobre el amor y la vida a través del entorno natural. Aunque la reseña destacó el eventual rescate y regreso a la civilización, subrayó que los aspectos más atractivos de la novela residen en los capítulos iniciales y en el entrañable personaje de Paddy Button. 
The Academy dio una crítica positiva y elogió a Stacpoole por el tratamiento de temas delicados y el desarrollo del carácter de los dos niños. Destacó también la atractiva trama del libro y la riqueza de las descripciones de la isla, aunque tuvo objeciones sobre el final. 
El periódico Sydney Morning Herald elogió el manejo de Stacpoole de un tema desafiante, así como su buen ojo, su psicología precisa y una "habilidad literaria bastante adecuada". 
La obra fue aclamada por la revista Review of Reviews por su singularidad, describiéndola como una narrativa que difiere de cualquier otra historia publicada. Además, Stacpoole fue elogiado por haber escrito un romance auténtico, encantador y sencillo, que muestra la audacia y la creatividad del autor. 
La novela recibió elogios del South Australian Register, que la describió como una narrativa marítima ejemplar, adecuada para lectores juveniles tanto masculinos como femeninos. El Register también la elogió por su abundancia de conocimientos educativos y emociones profundas, que sólo pueden surgir de una vida en la que se está solo y alejado de la sociedad. 
La novela, reseñada por The Japan Weekly Mail, ha sido descrita como una "historia moderadamente buena", que abarca numerosos incidentes sorprendentes. Sin embargo, advierte que el final de la novela puede hacer que los lectores se sientan emocionalmente desapegados, ya que puede ser considerado insatisfactorio. 
Punch elogió particularmente la novela por la escritura "poderosa" de Stacpoole y por ser "fascinante", "delicadamente concebida" y "nutrida sanamente de los frutos de una observación que sabe cuándo no observar", pero advirtió que la novela "tiene el poder" del estoque en lugar del garrote, que... es el tipo de fuerza que el epíteto ha llegado a sugerir últimamente cuando se aplica a la ficción". 
El periódico New York Sun elogió la novela por estar "contada de manera bastante bonita" y "tener una situación cuidadosamente preparada", pero advirtió que "el autor [Henry De Vere Stacpoole] está tan entusiasmado con la maquinaria que idea que parece inclinado a pasar por alto la poesía a toda prisa." 
Frederic Taber Cooper, de la revista The Bookman, ofreció una evaluación matizada del libro. Si bien reconoció que la novela se desvía de los estándares literarios convencionales en términos de construcción, Cooper la elogió por su exitoso intento de explorar el complejo e inusual tema de dos individuos que crecen en un estado de naturaleza sin guía. Observó la similitud del libro con un cuento de Morgan Robertson, y destacó la cuidadosa psicología de los personajes cuando navegan por la existencia sin ayuda. Sin embargo, Cooper criticó el mecanismo narrativo del libro, particularmente en el episodio final donde el padre se encuentra con su hijo por pura casualidad, ya que lo considera discordante y carente de credibilidad. A pesar de sus deficiencias narrativas, La laguna azul es reconocida por su audaz exploración de este tema único. 
El periódico The New York Times elogió la novela de Stacpoole por su examen del dilema que rodea el desarrollo solitario de dos niños en una isla después de sobrevivir a un naufragio. Sin embargo, el periódico emitió una advertencia, sugiriendo que aquellos con creencias tradicionales y rígidas podrían seguir manteniendo la esperanza de que pronto llegue un misionero a la isla con objetos religiosos. Sin embargo, se especifica que la isla está desprovista de misioneros. 
La novela fue reimpresa más de veinte veces en los doce años siguientes a su primera edición. 
Louis J. McQuilland, de la revista The Bookman, escribió en 1921: "Es probable que La laguna azul siempre sea el libro más famoso de Stacpoole, porque su atractivo es universal. Es un idilio de infancia y juventud en medio de esplendores tropicales, que atrapan el corazón por su belleza. El tema de Dick y Emmeline creciendo juntos y despertando gradualmente a la pasión es muy delicado. Nadie excepto un escritor de la más fina sensibilidad podría haber abordado el despertar de la inocencia al conocimiento sin crear una sensación de incomodidad y vergüenza en todos aquellos que reverencian la espiritualidad de la juventud. Ese romance extremadamente enfermizo, Paul y Virginia, estuvo de moda en Europa durante generaciones. Comparación a La Laguna Azul, como un trozo de cristal coloreado junto a una esmeralda grandiosa. 
Claud Cockburn escribió en 1972 que la novela "ejemplifica casi a la perfección lo que los lectores esperaban, y de hecho todavía esperan, de las novelas sobre las islas del Pacífico". 

Robert Hardin escribió en 1996:
La mayor parte de la descripción natural de la novela tiende a dejar de lado la narrativa, socavando aún más el sentido del tiempo del lector. Las convenciones románticas como el ídolo misterioso y la amenaza de los salvajes (con tambores y sacrificios humanos observados en secreto) aportan un mínimo necesario de miedo y emoción a la historia, pero menos incluso que en Dafnis y Cloe. En cambio, la historia centra su atención en la maduración de una pareja, no en la de dos personajes separados. Visto como un romance idílico, la historia de La Laguna Azul tiene que terminar en ese punto, simplemente porque el regreso de la pareja a la sociedad con un hijo habría planteado algunas preguntas complicadas.  

## Adaptaciones

### Teatro
- The Blue Lagoon (inaugurada el 28 de agosto de 1920), producida por Basil Dean. La adaptación fue hecha por Norman MacOwan y Charlton Mann. [5] [13]

### Películas
Se filmaron seis películas basadas en esta novela:
- La laguna azul (1923), película muda dirigida por William Weston Bowden y Dick Cruickshanks, protagonizada por Molly Adair y Arthur Pusey; producida para African Film Productions (perdido).
- La laguna azul (1949), dirigida por Frank Launder, protagonizada por Jean Simmons y Donald Houston; actualmente propiedad de ITV Studios a través de la filmoteca de The Rank Organization.
- La laguna azul (1980), dirigida por Randal Kleiser, protagonizada por Brooke Shields y Christopher Atkins; producida por Columbia Pictures.
- Pengantin Pantai Biru (1983), una adaptación indonesa dirigida por Wim Umboh, protagonizada por Meriam Bellina y Sandro Tobing.
- Regreso a la Laguna Azul (1991), dirigida por William A. Graham, protagonizada por Brian Krause y Milla Jovovich ; lanzado por Columbia Pictures, secuela de la adaptación de 1980.
- Laguna Azul: El despertar (2012); producido por Sony Pictures Television para Lifetime.

## Secuelas
Tras el triunfo de La laguna azul, Stacpoole escribió dos secuelas:
- El jardín de Dios (1923)
- Las puertas de la mañana (1925)